# I’m Movin’ On
I’m Movin’ On – piosenka napisana przez znanego kanadyjsko-amerykańskiego muzyka country Hanka Snowa. Nagrana przez niego 21 sierpnia 1950 w Brown Radio Productions w Nashville i wydana przez RCA Victor jako singel dotarła na pierwsze miejsce notowania Billboard Country Charts, będąc tym samym jednym z siedmiu utworów artysty, które uplasowały się na szczycie tej listy. "I’m Movin’ On" była jedną z trzech piosenek, które spędziły na szczycie listy Billboard 21 tygodni (pozostałymi dwiema były: "I'll Hold You in My Heart (Till I Can Hold You in My Arms)" Eddy’ego Arnolda i "In the Jailhouse Now" Webba Pierce’a).
Według numeracji na 7-calowym zielonym winylu (pierwsze płyty z muzyką country RCA Victor produkował w tym właśnie kolorze) to "I'm Moving On" było stroną B tego singla.

## Muzycy
- Hank Snow – śpiew, gitara
- Jack Shook – gitara
- Joseph Talbot III – gitara stalowa
- Tommy Wadden – skrzypce

## Lista utworów
1. "With This Ring, I Thee Wid" (S. Nelson, Ed Nelson Jr., Jack Rollins)
2. "I'm Moving On"  (Clarence E. Snow)  2:50

## Inne wersje
Dziewięć lat później utwór ten zaśpiewał Ray Charles. Wersja ta zawierała w tle brzmienia kong i marakasów, które nadały utworowi latynoskie brzmienie. Wersja Charlesa, mimo iż nie była tak popularna jak oryginał, również osiągnęła spory sukces, zajmując miejsce 40 na liście Billboard oraz miejsce 11 na liście Billboard R&B. Piosenka była nagrana podczas ostatniej sesji nagraniowej w wytwórni Atlantic, zanim Charles przeszedł do wytwórni ABC.
Producentem wersji Charlesa był Jerry Wexler. Dodatkowy wokal stanowiła grupa The Raelettes, a muzykę Ray Charles Orchestra.
Piosenka ta została także zaśpiewana przez Emmylou Harris.